# قوه مجریه جمهوری اسلامی ایران
قوه مجریه جمهوری اسلامی ایران بخشی از ساختار سیاسی نظام جمهوری اسلامی ایران است که بدنه اصلی اجرایی حکومت به حساب می‌آید. رئیس قوه مجریه رئیس جمهور است که ۴ سال یک بار با رای مستقیم مردم انتخاب می‌شود. نامزدهای ریاست‌جمهوری پیش از انتخاب شدن می‌بایست توسط شورای نگهبان تأیید صلاحیت شوند. رئیس‌جمهور با انتخاب وزیران مختلف، دولت را تشکیل می‌دهد. هر یک از وزرا باید به‌طور جداگانه از مجلس رأی اعتماد بگیرد. البته انتخاب وزیر دادگستری توسط رئیس قوه قضائیه صورت می‌گیرد.

## وزارت‌خانه‌ها
1. وزارت آموزش و پرورش
2. وزارت اطلاعات
3. وزارت امور اقتصادی و دارایی
4. وزارت امور خارجه
5. وزارت ارتباطات و فناوری اطلاعات
6. وزارت بهداشت، درمان و آموزش پزشکی
7. وزارت تعاون، کار و رفاه اجتماعی
8. وزارت جهاد کشاورزی
9. وزارت دادگستری
10. وزارت دفاع و پشتیبانی نیروهای مسلح
11. وزارت راه و شهرسازی
12. وزارت صنعت، معدن و تجارت
13. وزارت علوم، تحقیقات و فناوری
14. وزارت فرهنگ و ارشاد اسلامی
15. وزارت کشور
16. وزارت میراث فرهنگی، گردشگری و صنایع دستی
17. وزارت نفت
18. وزارت نیرو
19. وزارت ورزش و جوانان[۳][۴]

## سازمان‌ها و مؤسسات
- سازمان برنامه و بودجه
- سازمان اداری و استخدامی
- سازمان حفاظت محیط زیست
- سازمان انرژی اتمی
- بنیاد شهید و امور ایثارگران
- سازمان ملی استاندارد
- سازمان اسناد و کتابخانه ملی ایران
- صندوق توسعه ملی
- صندوق نوآوری و شکوفایی

## نهادهای وابسته
- نهاد ریاست‌جمهوری ایران
- وزارتخانه‌های ایران
- هیئت دولت ایران
- ستاد مرکزی مبارزه با قاچاق کالا و ارز
- ستاد مبارزه با مواد مخدر